# Броутон, Рода
Рода Броутон (англ. Rhoda Broughton; 29 ноября 1840[…], Денби, Денбишир[…] — 5 июня 1920[…], Оксфорд) — английская писательница.

## Биография
Рода Броутон родилась 29 ноября 1840 года в графстве Дэнби в Северном Уэльсе в семье преподобного Дельвеса Бротона, младшего сына преподобного сэра Генри Дельвеса-Бротона, 8-го баронета, и Джейн Беннетт, дочери ведущего ирландского адвоката Джорджа Беннета. Ее тётя Сюзанна Беннет вышла замуж за писателя-фантаста Шеридана ле Фаню.
В юности Рода Броутон пристрастилась к литературе, особенно к поэзии. На неё повлиял Уильям Шекспир, о чём свидетельствуют частые цитаты и аллюзии в её произведениях. Предположительно, после прочтения «Истории Елизаветы» Анны Изабеллы Теккерей-Ричи у неё возникла идея попробовать свои силы на литературном поприще.
Она написала свою первую работу в течение шести недель. Части этого романа она взяла с собой в гости к своему дяде Шеридану ле Фаню, который был очень доволен прочитанным и помог ей опубликовать его — её первые два романа появились в 1867 году в журнале Дублинского университета. Ле Фаню также познакомил её с издателем Ричардом Бентли, который отказался от её первого романа на том основании, что это неподходящий материал, но принял второй. Броутон, в свою очередь, представила Мэри Чамли своим издателям примерно в 1887 году. Стиль письма Броутон должен был повлиять на других писателей, таких как Мэри Сесил Хей, у которой, как считается, был похожий стиль изложения. Со временем её стиль заметно изменился, но тем не менее, она никогда не теряла своей прежней репутации создателя быстрых героинь с лёгкими нравами, как в её ранних романах. В поисках вдохновения совершала частые путешествия в Германию и Францию.

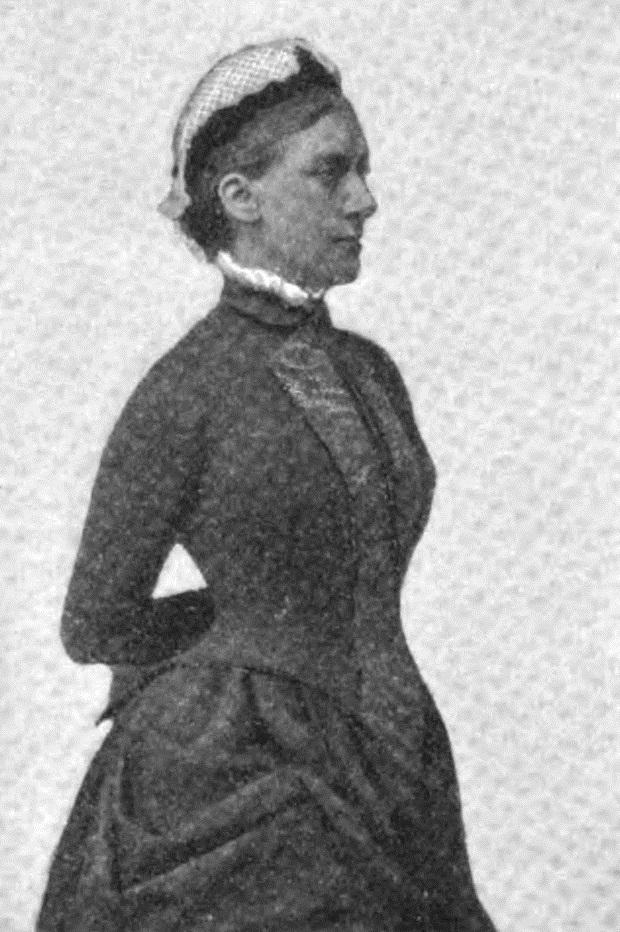
Рода Броутон

Со временем её популярность пошла на убыль. В рецензии, опубликованной в «Нью-Йорк Таймс» от 12 мая 1906 года, некая К. Кларк жаловалась, что последний роман Броутон невозможно достать, и недоумевала, почему такую прекрасную писательницу так мало ценят (на деле это было связано с поглощением издательского дома «Bentley», где она опубликовала львиную часть своих трудов).
После 1910 года она перешла в «Stanley, Paul & Co», где были опубликованы ещё три её романа. Её последняя книга, «Дурак в её безумии» (англ. A Fool in Her Folly; 1920), была напечатана посмертно с предисловием давней подруги и коллеги-писателя Мари Аделаид Элизабет Райнер Лаундз. Эту работу можно рассматривать как частично автобиографическую и, возможно, она была написана в более раннее время, но закрыта по личным причинам. Рукопись написана её собственным почерком, что тоже необычно, так как большинство предыдущих работ были продиктованы ассистенту.
Она также была известна своими враждебными отношениями как с Льюисом Кэрроллом, так и с Оскаром Уайльдом.
Последние годы Бротон провела в Хедингтон-Хилле, недалеко от Оксфорда, где она и умерла 5 июня 1920 года в возрасте 79 лет. Сто лет спустя, 22 октября 2020 года, на её доме была открыта синяя мемориальная доска.
Множество произведений Роды Броутон были переведены и на русский язык.